# Menschen, Tiere, Sensationen
Menschen, Tiere, Sensationen ist ein deutscher Spielfilm aus dem Jahr 1938. Er entstand unter der Regie von Harry Piel, der auch die Hauptrolle übernahm. Die Uraufführung fand am 23. Dezember 1938 in Königsberg statt.

## Handlung
Der Film ist in der Welt des Zirkus Sarrasani in Dresden angesiedelt. Piel spielt einen Dompteur, der mit Löwen und Tigern arbeitet. Es gelingt ihm auch, seine Ehefrau Fedora zurückzuerobern, die aber zuletzt eines tragischen Todes stirbt.
Piel setzte dabei selbst in den gefährlichen Szenen keine Doubles ein.

## Kritiken
Filmdienst: „Zirkusfilm von und mit Harry Piel, in der Rahmenhandlung tüchtige Akrobatik- und Dressurleistungen.“
Pressetext ZDF: „Mischung aus großer Manegenshow und Melodram, mit vielen Tierdressuren und artistischen Sensationen.“
Karlheinz Wendtland lobte in Geliebter Kintopp (2. Aufl. 1988) vor allem die Dressur von sechs Schimpansen und die Trapeznummer, kritisierte aber Harry Piels Selbstinszenierung:

„Niemand kann ihn davon abhalten, sich selbst als Größten darzustellen, denn er ist sein eigener Regisseur, der sich selbst viel zuviel durchgehen läßt. Das wird insbesondere Frauen gegenüber peinlich, da er sich für unwiderstehlich hält.“

Der Evangelische Film-Beobachter zog fast 30 Jahre nach der Entstehung des Werkes folgendes Fazit: „Deutscher Zirkusfilm aus dem Jahr 1938, der ‚Sensationsdarsteller‘ Harry Piel viel Gelegenheit zu tollkühnen Kraftakten bietet. Eine schnulzige Liebesgeschichte beweist, daß Piel besser mit Tieren als mit Frauen umzugehen verstand. Harmlose Erinnerung an eine Handvoll halbvergessener Filmschauspieler.“ (Kritik Nr. 380/1967)

## Auszeichnungen
Der Film erhielt im Juni 1939 das Prädikat „volkstümlich wertvoll“.

## Zirkusshow
Den Namen Menschen–Tiere–Sensationen trug auch eine Zirkusshow, die von 1937 bis 1997 in der Deutschlandhalle in Berlin stattfand, und sich großer Beliebtheit erfreute.